# Iglesia de San Juan (Berga)

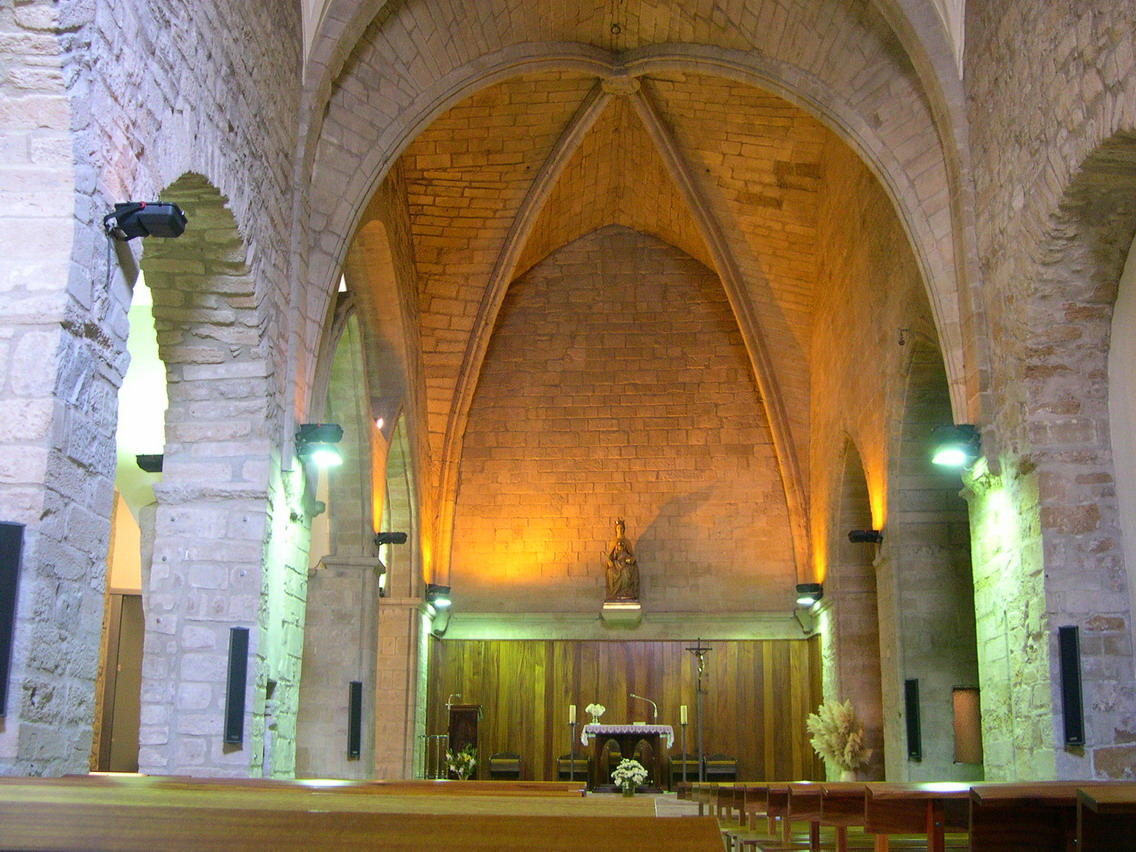
Interior, con bóveda gótica de la cabecera.

La iglesia de San Juan está situada en el centro mismo de la población de Berga de la comarca del Bergadá.

## Historia
Documentada del año 1220, cuando se establecieron la orden de los hospitalarios de San Juan de Jerusalén.
Brumissenda de Besora, abadesa del Monasterio Santa María de Montbenet, en 1377, adquirió la iglesia de san Juan, estuvieron hasta el año 1569. Pocos años después pasó a los monjes de Santa María de Poblet, siendo más tarde abandonada. Fueron los mercedarios quienes estuvieron hasta la desamortización del año 1835.
Fue semidestruida durante la guerra civil española.

## El edificio
La iglesia es la construida en el siglo XIII por los hospitalarios con modificaciones posteriores.
Tiene dos naves, la más grande, corresponde a la reconstrucción del siglo XV, con cubierta de una bóveda del siglo XVIII. La otra nave lateral, es de ejecución diferente, probablemente de un templo primitivo; en un pilar de ésta nave hay un capitel románico con las caras que son visibles talladas mostrando unas aves con restos de policromía.